# Denis Grebesjkov
Denis Sergejevitj Grebesjkov (ryska: Денис Сергеевич Гребешков), född 11 oktober 1983, är en rysk professionell ishockeyspelare som spelar för HK Vitjaz Podolsk i KHL. Han har tidigare representerat Lokomotiv Jaroslavl, Manchester Monarchs, Los Angeles Kings, New York Islanders, Edmonton Oilers, Nashville Predators och SKA Sankt Petersburg.
Grebesjkov draftades i första rundan i 2002 års draft av Los Angeles Kings som 18:e spelare totalt.
Grebesjkov har vunnit två VM-guld 2008 och 2009, ett VM-silver 2010 och ett VM-brons 2007. Han deltog även i OS i Vancouver 2010.